# العطف (المحمودية)
قرية العطف هي إحدى القرى التابعة لمركز المحمودية في محافظة البحيرة في جمهورية مصر العربية. حسب إحصاءات سنة 2006، بلغ إجمالي السكان في العطف 7712 نسمة، منهم 3902 رجل و3810 امرأة.

## التاريخ
قرية العطف من القرى القديمة، حيث وردت باسم «العطف» في أعمال البحيرة ضمن قرى الروك الصلاحي التي أحصاها ابن مماتي في كتاب قوانين الدواوين، كما وردت باسم «العطف» في أعمال فوه والمزاحمتين ضمن قرى الروك الناصري التي أحصاها ابن الجيعان في كتاب «التحفة السنية بأسماء البلاد المصرية». وفي العصر العثماني وردت باسم «العطف» في التربيع العثماني الذي أجراه الوالي العثماني سليمان باشا الخادم في عصر السلطان العثماني سليمان القانوني ضمن قرى ولاية البحيرة، وفي تاريخ 1228هـ/1813م الذي عدّ قرى مصر بعد المسح الذي قام به محمد علي باشا باسم «العطف» ضمن قرى مديرية البحيرة.